# Новоореховский сельский совет (Лубенский район)
Новоореховский сельский совет (укр. Новооріхівська сільська рада) — входит в состав
Лубенского района
Полтавской области
Украины.
Административный центр сельского совета находится в 
с. Новоореховка.

## Населённые пункты совета
- с. Новоореховка
- с. Величковка
- с. Ромодан